# Timbó Grande
Timbó Grande este un oraș în Santa Catarina (SC), Brazilia.